# Mount Brown-Cooper
Mount Brown-Cooper är ett berg i Antarktis. Det ligger i Östantarktis. Australien gör anspråk på området. Toppen på Mount Brown-Cooper är 1 908 meter över havet.
Terrängen runt Mount Brown-Cooper är varierad, och sluttar brant österut. Trakten är obefolkad. Det finns inga samhällen i närheten.